# Chef du protocole des États-Unis
Aux États-Unis, le chef du protocole est un membre du département d'État des États-Unis chargé de conseiller le président des États-Unis, le vice-président des États-Unis et le secrétaire d'État des États-Unis sur les questions de protocole diplomatique national et international.
Le chef du protocole a le rang d'ambassadeur et de secrétaire d'État assistant des États-Unis,.

## Fonctions
Le chef organise les itinéraires des dignitaires étrangers en visite aux États-Unis et accompagne le président dans tous ses déplacements officiels à l'étranger. De plus, le bureau est responsable de l'accréditation des diplomates étrangers et de la publication de la liste des bureaux consulaires étrangers aux États-Unis, de l'organisation des cérémonies de signature des traités, de la prestation de serment des ambassadeurs et des cérémonies d'arrivée aux États-Unis, ainsi que de l'entretien de la Blair House (la résidence des invités officiels des visiteurs d'État).
Le chef du protocole doit notamment être présent lors du discours annuel sur l'état de l'Union prononcé par le président en janvier devant le Congrès. Ses fonctions comprennent l'escorte du doyen du corps diplomatique dans la Chambre des représentants pour le discours sur l'état de l'Union.
Le poste de chef du protocole ne doit pas être confondu avec celui de secrétaire social de la Maison-Blanche, qui est nettement différent.

## Divisions
Le bureau identifie six divisions sur son site internet, dirigées par des chefs adjoints, qui supervisent les principales tâches suivantes :
- Gestion (financière, des ressources humaines, des technologies de l'information, des achats, des contrats et des biens et des dossiers)
- Visites
- Cérémonies
- Affaires diplomatiques
- Blair House
- Événements majeurs

## Liste des chefs de protocole des États-Unis
| Nom                                                | Début             | Fin                | Président                             |
| -------------------------------------------------- | ----------------- | ------------------ | ------------------------------------- |
| James Clement Dunn                                 | 4 février 1928    | 17 novembre 1930   | Calvin Coolidge Herbert Hoover        |
| F. Lammot Belin (en)                               | 17 novembre 1930  | 15 septembre 1931  | Herbert Hoover                        |
| Warren Delano Robbins (en)                         | 15 septembre 1931 | 11 juin 1933       | Herbert Hoover                        |
| James Clement Dunn                                 | 11 juin 1933      | 11 avril 1935      | Franklin D. Roosevelt                 |
| Richard Southgate (en)                             | 11 avril 1935     | 29 juillet 1937    | Franklin D. Roosevelt                 |
| George T. Summerlin (en)                           | 29 juillet 1937   | 15 janvier 1944    | Franklin D. Roosevelt                 |
| Stanley Woodward                                   | 15 janvier 1944   | 22 mai 1950        | Franklin D. Roosevelt Harry S. Truman |
| John F. Simmons (en)                               | 18 août 1950      | 31 janvier 1957    | Harry S. Truman Dwight D. Eisenhower  |
| Wiley T. Buchanan Jr. (en)                         | 4 février 1957    | 23 janvier 1961    | Dwight D. Eisenhower                  |
| Angier Biddle Duke                                 | 24 janvier 1961   | 20 janvier 1965    | John F. Kennedy Lyndon B. Johnson     |
| Lloyd Nelson Hand (en)                             | 21 janvier 1965   | 21 mars 1966       | Lyndon B. Johnson                     |
| James W. Symington (en)                            | 22 mars 1966      | 31 mars 1968       | Lyndon B. Johnson                     |
| Angier Biddle Duke                                 | 1er avril 1968    | 26 septembre 1968  | Lyndon B. Johnson                     |
| Tyler Abell (en)                                   | 30 septembre 1968 | 20 janvier 1969    | Lyndon B. Johnson                     |
| Emil Mosbacher (en)                                | 21 janvier 1969   | 30 juin 1972       | Richard Nixon                         |
| Marion H. Smoak (en) (intérim)                     | 1er juillet 1972  | 1er mars 1974      | Richard Nixon                         |
| Marion H. Smoak                                    | 1er mars 1974     | 30 mars 1974       | Richard Nixon                         |
| Henry E. Catto Jr. (en)                            | 3 avril 1974      | 1er juillet 1976   | Richard Nixon Gerald Ford             |
| Shirley Temple Black                               | 1er juillet 1976  | 21 janvier 1977    | Gerald Ford                           |
| Evan Dobelle (en)                                  | 2 mars 1977       | 22 mai 1978        | Jimmy Carter                          |
| Edith H. J. Dobelle (en)                           | 3 novembre 1978   | 26 septembre 1979  | Jimmy Carter                          |
| Abelardo L. Valdez (en)                            | 19 octobre 1979   | 21 janvier 1981    | Jimmy Carter                          |
| Morgan Mason (en) (intérim)                        | 21 janvier 1981   | 20 mars 1981       | Ronald Reagan                         |
| Leonore Annenberg (en)                             | 20 mars 1981      | 6 janvier 1982     | Ronald Reagan                         |
| Selwa Roosevelt (en)                               | 16 avril 1982     | 20 janvier 1989    | Ronald Reagan                         |
| Joseph Verner Reed Jr. (en)                        | 21 mai 1989       | 21 octobre 1991    | George H. W. Bush                     |
| John Giffen Weinmann (en)                          | 31 octobre 1991   | 20 janvier 1993    | George H. W. Bush                     |
| Molly M. Raiser (en)                               | 14 septembre 1993 | 24 juillet 1997    | Bill Clinton                          |
| Mary Mel French (en)                               | 13 novembre 1997  | 20 janvier 2001    | Bill Clinton                          |
| Donald Ensenat (en)                                | 6 juin 2001       | 18 février 2007    | George W. Bush                        |
| Nancy Brinker (en)                                 | 14 septembre 2007 | 20 janvier 2009    | George W. Bush                        |
| Capricia Marshall (en)                             | 3 août 2009       | 1er août 2013      | Barack Obama                          |
| Natalie Jones (intérim)                            | 1er août 2013     | 13 mai 2014        | Barack Obama                          |
| Peter A. Selfridge                                 | 13 mai 2014       | 20 janvier 2017    | Barack Obama                          |
| Poste vacant (20 janvier 2017 - 1er décembre 2017) |                   |                    |                                       |
| Sean Lawler                                        | 1er décembre 2017 | 9 juillet 2019     | Donald Trump                          |
| Mary-Kate Fisher (intérim)                         | 24 juin 2019      | 12 août 2019       | Donald Trump                          |
| Cam Henderson                                      | 12 août 2019      | 20 janvier 2021    | Donald Trump                          |
| Asel Roberts (intérim)                             | 20 janvier 2021   | 3 janvier 2022     | Joe Biden                             |
| Rufus Gifford                                      | 3 janvier 2022    | 28 juillet 2023    | Joe Biden                             |
| Ethan Rosenzweig (intérim)                         | 1er août 2023     | 20 janvier 2025    | Joe Biden                             |
| Monica Crowley                                     | 30 mai 2025       | titulaire actuelle | Donald Trump                          |